# Transhalogenierung
Die Transhalogenierung (auch: Halogenid-Metathese) ist eine Reaktion, bei der ein Halogen-Atom einer Halogen-Verbindung gegen ein anderes Halogenatom ausgetauscht wird, beispielsweise die Reaktion von einem Alkylchlorid zu einem Alkylfluorid mittels Natriumfluorid:
R-Cl + NaF → R-F + NaCl
Falls die Halogen-Verbindung eine organische Verbindung ist, wird von der Finkelstein-Reaktion gesprochen. Es ist jedoch auch beispielsweise die Herstellung von Phosphorfluorid-Verbindungen mittels Transhalogenierung von an Phosphor gebundenem Chlor, Brom oder Iod mit einem Metallfluorid möglich.

## Details
Als Halogenquelle werden zur Transhalogenierung häufig Metallhalogenide (wie Natriumfluorid oder Lithiumfluorid) verwendet, die Verwendung von Onium-Halogenide ist jedoch auch möglich. Transhalogenierung wurde als schonende Methode zur Synthese von Fluororganylboranen bezeichnet. Auch die Herstellung von Aryliodiden aus den korrespondierenden Arylchloriden oder Arylbromiden ist möglich.
Eine Untersuchung zeigte eine Möglichkeit auf, die Transhalogenierung mittels genetisch modifizierter Enzyme durchzuführen (Haloalkane dehalogenases, HLDs).